# Chasseur d'esclaves

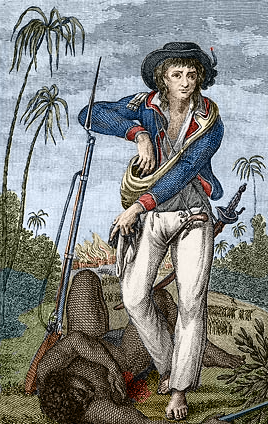
Jean-Gabriel Stedman, chasseur d'esclaves au Suriname (1798).

Un chasseur d'esclaves est un chasseur de primes qui se consacrait à la poursuite des esclaves en fuite, ceux que l'on appelait, aux Amériques, les marrons.

## Histoire
Le chasseur d'esclave avait parfois la consigne de mettre à mort les fugitifs refusant de se rendre et de ramener, le cas échéant, une preuve de sa réussite, ce qui l'amenait à sectionner les mains ou les oreilles de ses victimes. Sur l'île de La Réunion, au XVIIIe siècle, l'activité était exercée par de véritables professionnels, parmi lesquels les plus célèbres sont François Mussard et Jean Dugain. L'activité est réglementée dès 1725 à l'Isle de France (actuellement Île Maurice). Les esclaves capturés subissaient des coups de fouets ou se voyaient couper les poignets et étaient parfois tués. Rapporter la main gauche d'un esclave tué était la preuve de sa capture, et conditionnait le paiement de leur activité. Le Code noir détaillait les sanctions applicables, qui comprenaient notamment des oreilles ou des tendons d’Achille coupés. Certains descendants de personnes mises en esclavage ont également, parmi leurs ascendants, des chasseurs d'esclaves. Il y a eu dans l'histoire des propriétaires des personnes mises en esclavage, qui ont été aussi des chasseurs d'esclaves, par peur de représailles de la population marronne contre la population blanche.
Si la traque est une activité très masculine, l'isle de France (actuelle île Maurice) voit Madame La Victoire (1724-1793) s'illustrer dans cet exercice.

## Chasseurs d'esclaves connus
Parmi les personnes ayant exercé comme chasseur d'esclaves, il y avait :
- à La Réunion : Jean Dugain, François Mussard,
- au Suriname : Jean-Gabriel Stedman

## Galerie

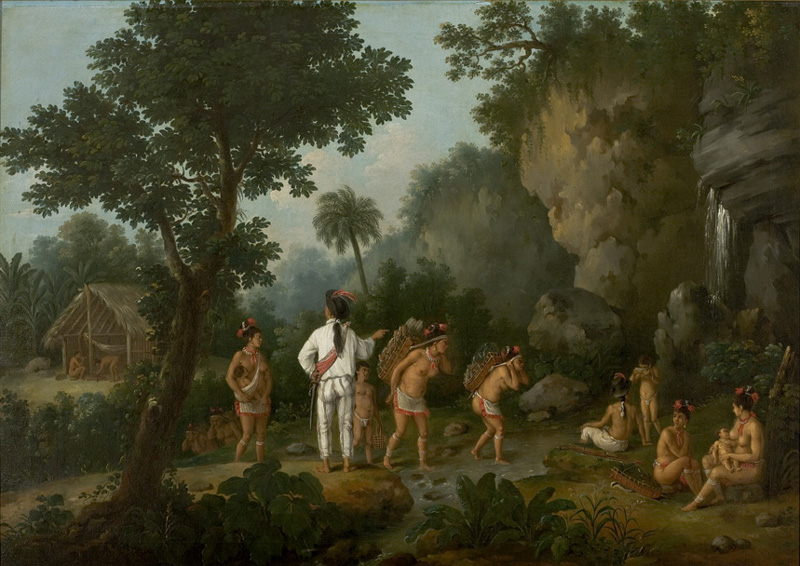
Le Chasseur d'esclaves amérindiens, par Agostino Brunias (1730-1796).
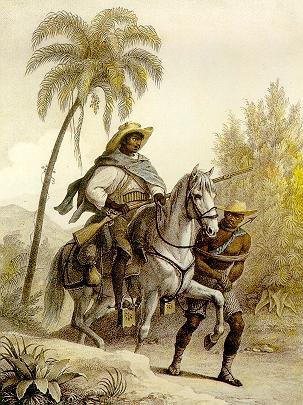
Chasseur d'esclaves au Brésil, par Johann Moritz Rugendas, 1823.
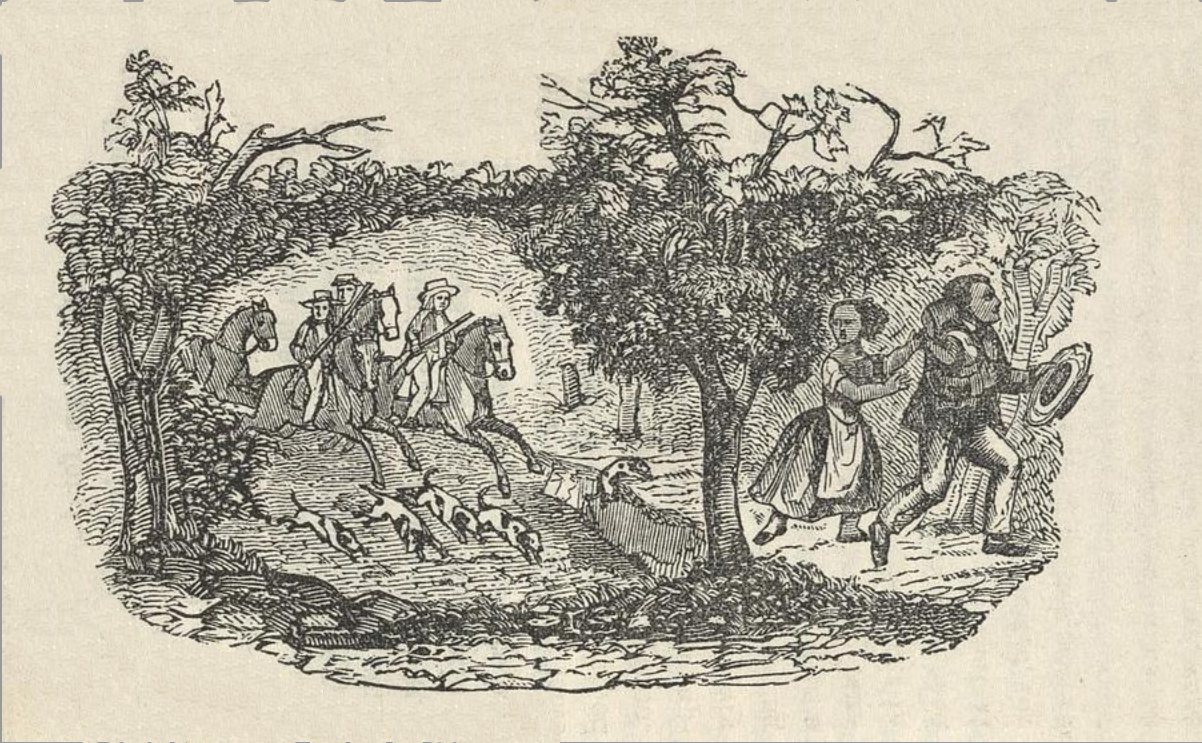
Capture de la famille d'Henry Bibb (1815-1854) par des chasseurs d'esclaves aux États-Unis. Gravure de 1849.
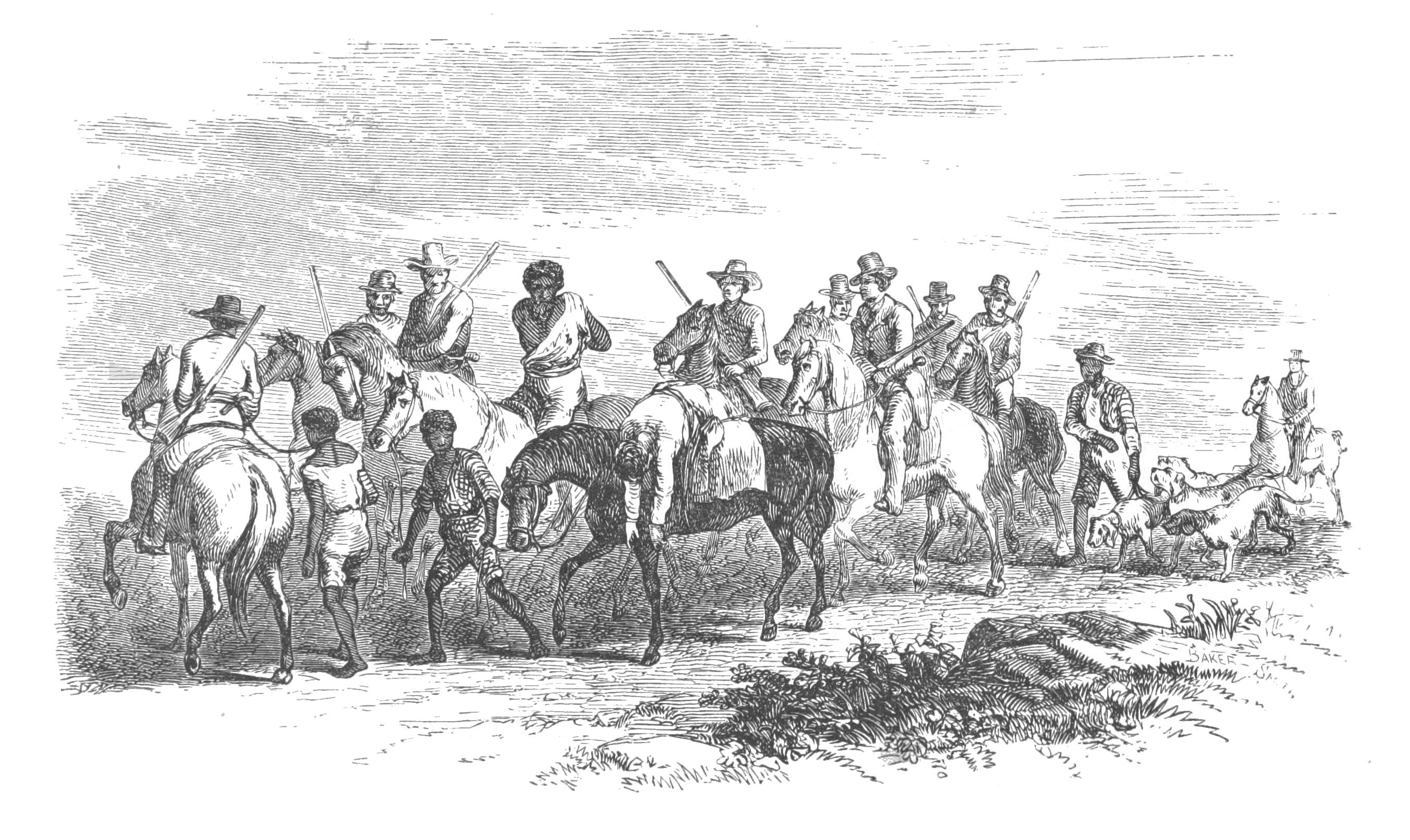
Illustration de la nouvelle The White Slave de Richard Hildreth, 1852.
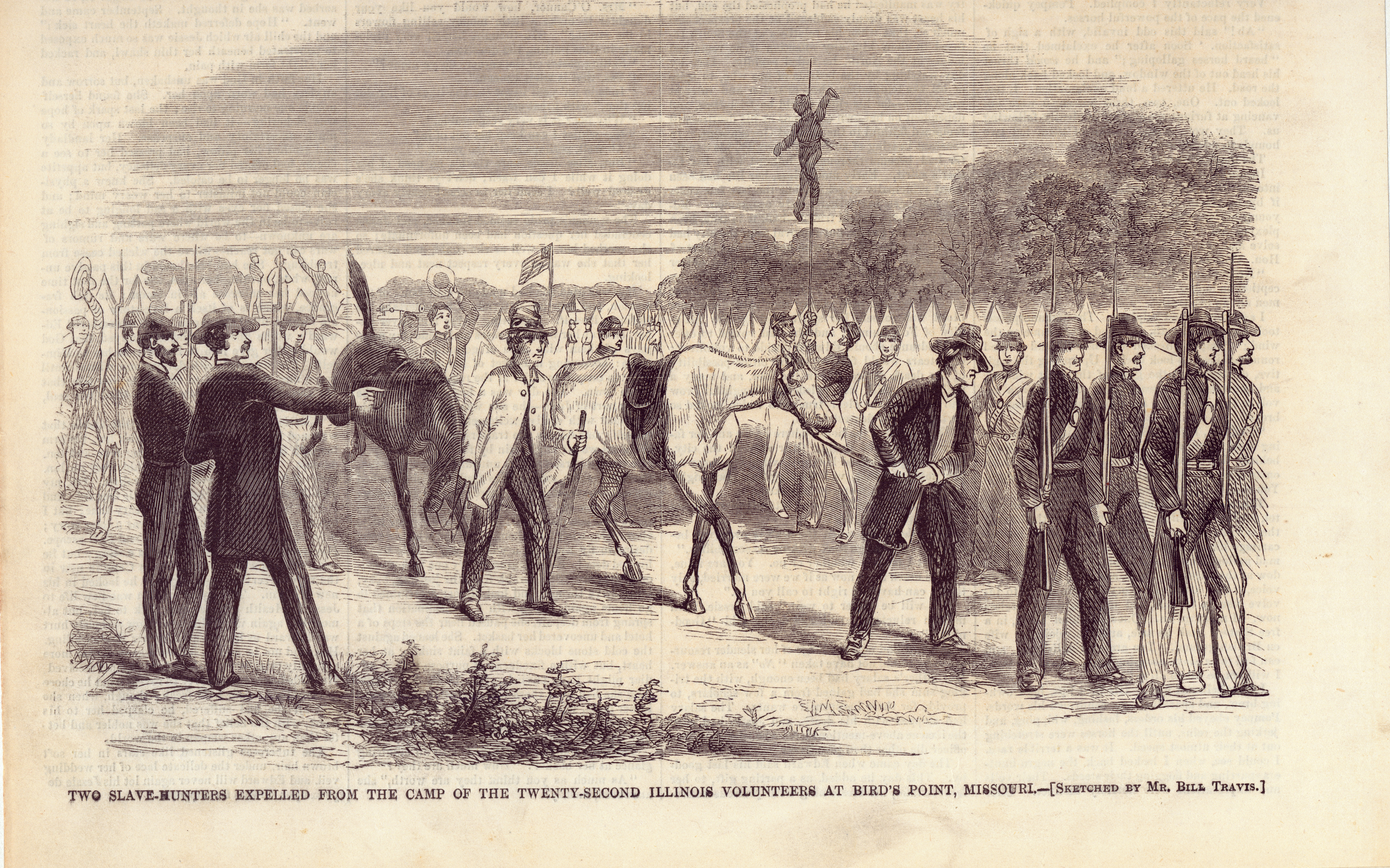
Deux chasseurs d'esclaves Two Slave Hunters exclus d'un régiment nordiste du Missouri, par Bill Travis, 1861.
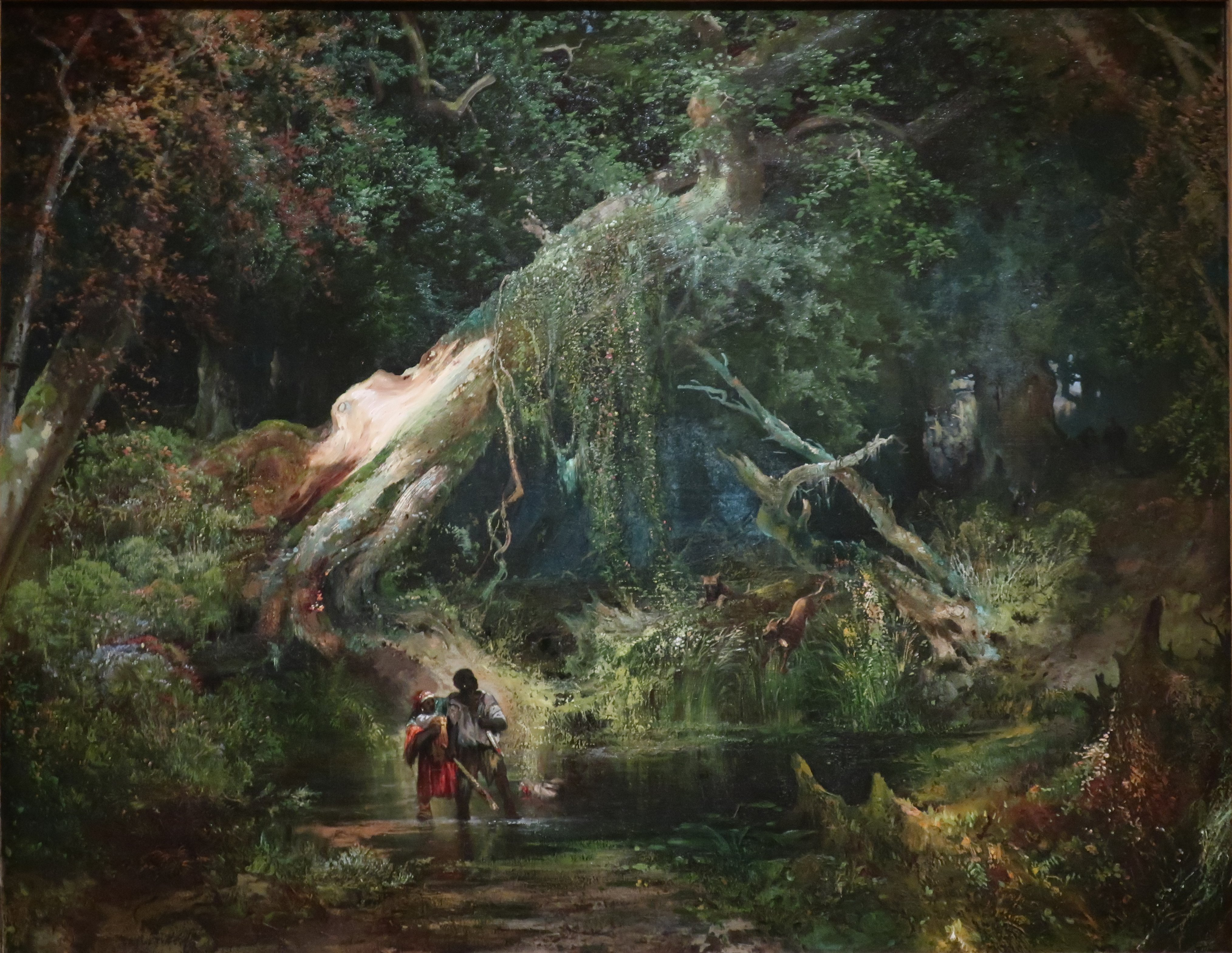
Chasse d'esclave dans les marais de Virginie, par Thomas Moran, 1862.

## Chiens chasseurs d'esclaves
Le dogue de Cuba a été développé à partir de plusieurs races de bouledogues, molosses et chiens de bouvier pour en faire un combattant et un gardien de propriété. Il a été importé aux Amériques par les colons espagnols pour l'utiliser comme chien de garde, mais aussi comme chien de rapport d'esclaves fugitifs. Il a servi aux Britanniques durant la  révolte des esclaves de Jamaïque de 1796 (en), aux troupes françaises lors de l'expédition de Saint-Domingue,, ainsi qu'aux Américains dans les États du Sud

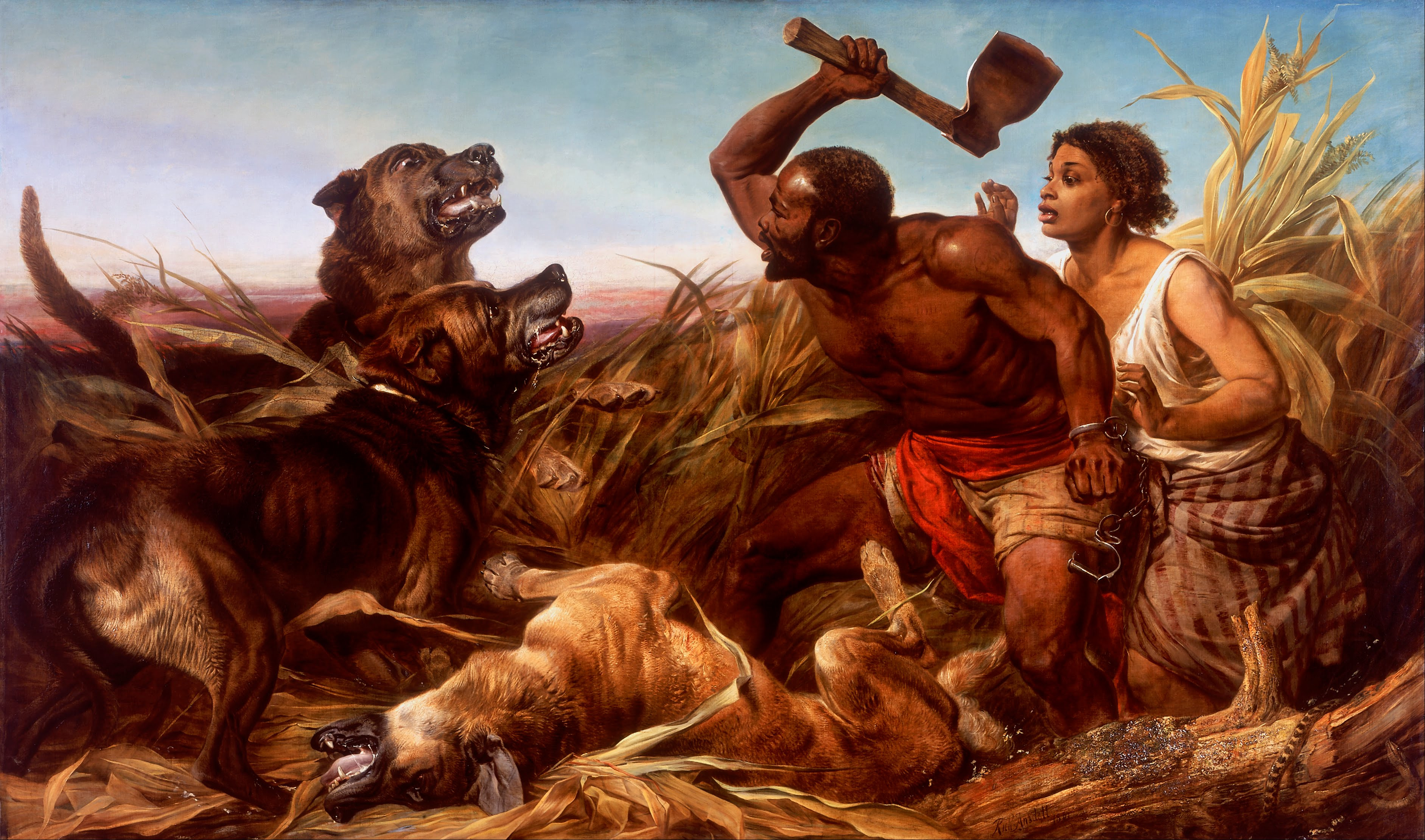
The Hunted Slaves, Richard Ansdell, 1861. La peinture montre des esclaves évadés rattrapés des limiers, aux États-Unis[7].
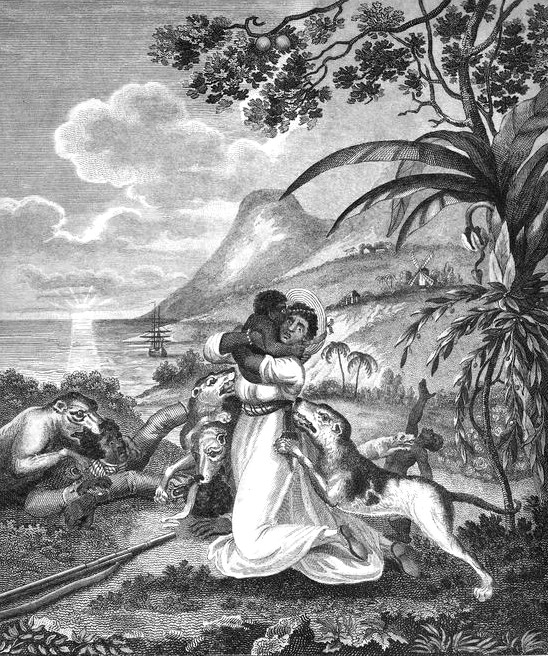
En 1803, le général Rochambeau importe des dogues de Cuba pour les utiliser contre les esclaves insurgés durant l'expédition de Saint-Domingue.
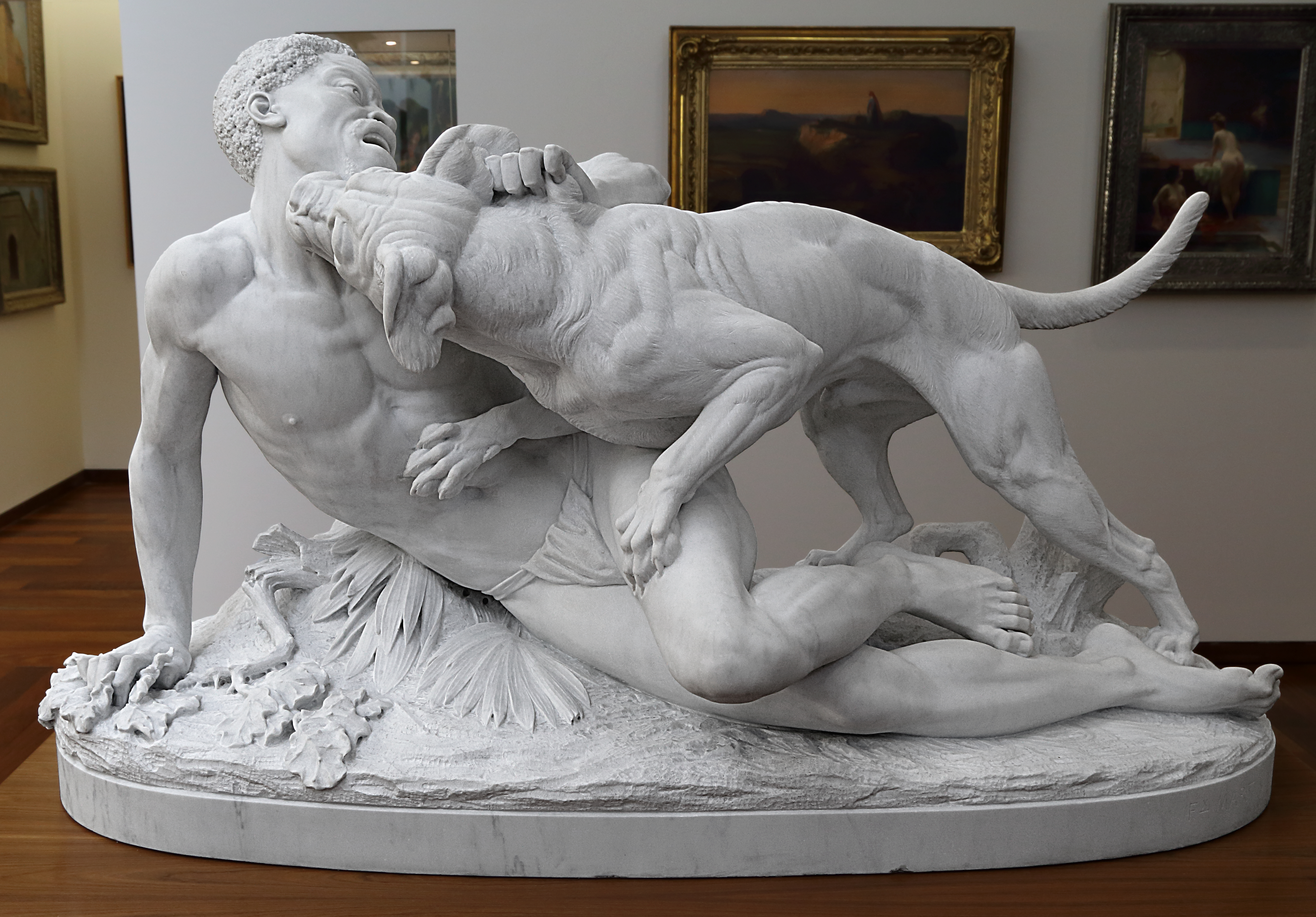
La Chasse au nègre, sculpture de Félix Martin (1873).